# Tổng thống Latvia
Tổng thống Latvia (tiếng Latvia: Latvijas Valsts prezidents, nghĩa đen là "Tổng thống Nhà nước") là người đứng đầu nhà nước và tổng tư lệnh của Lực lượng Vũ trang Quốc gia Cộng hòa Latvia.
Tổng thống có nhiệm kỳ là bốn năm, trước năm 1999 là ba năm. Người đó có thể được bầu bất kỳ số lần nào, nhưng không quá hai lần liên tiếp. Trong trường hợp trống chức vụ, lãnh đạo của Saeima đảm nhận nhiệm vụ của tổng thống. Chẳng hạn, sau cái chết của Jāni Čakste, người phát ngôn của Saeima, Pauls Kalniņš, đã làm tổng thống một thời gian ngắn vào năm 1927, trước khi một tổng thống mới có thể được bầu.
Không giống như người đồng cấp Estonia, vai trò của tổng thống Latvia không hoàn toàn mang tính nghi lễ. Tuy nhiên, chức vụ này không quyền lực như tổng thống Litva. Cũng không giống như ở Estonia, Tổng thống chia sẻ quyền hành pháp với nội các và thủ tướng. Tuy nhiên, Tổng thống không có trách nhiệm chính trị trong việc thực hiện nhiệm vụ của mình và tất cả các sắc lệnh của tổng thống ban hành phải được một thành viên của nội các đồng ý - và thường là thủ tướng.
Tổng thống thứ mười và đương nhiệm, và thứ sáu kể từ khi khôi phục độc lập, là Egils Levits, được bầu vào ngày 28 tháng 5 năm 2019 và bắt đầu nhiệm kỳ bốn năm đầu tiên vào ngày 8 tháng 7 năm 2019.

## Xem thêm

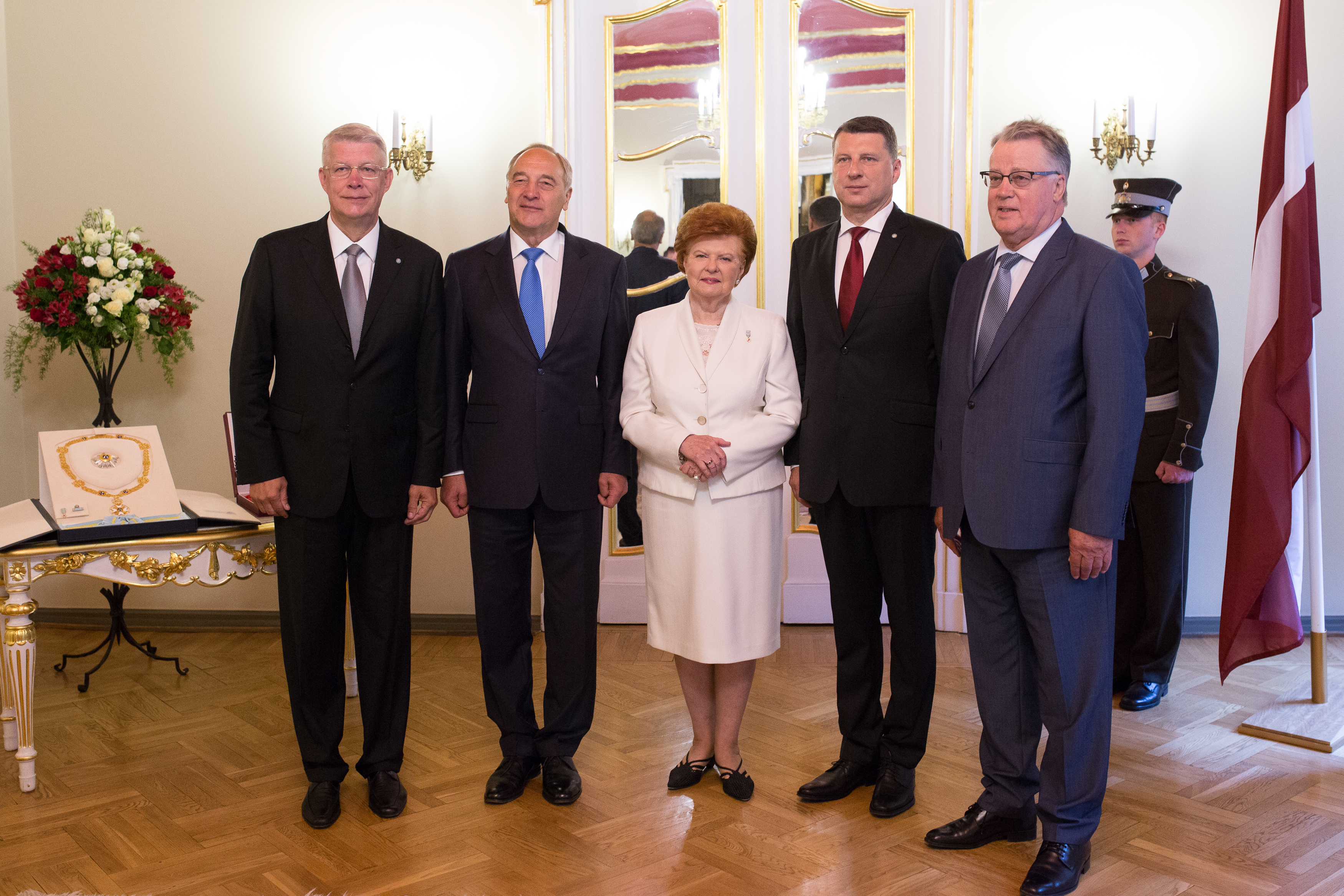
Năm tổng thống gần đây nhất của Latvia năm 2015

## Danh sách tổng thống Latvia
| STT                                                         | Tên (Sinh–Mất)                                     | Chân dung                                                                                                  | Thời gian tại nhiệm  | Thời gian tại nhiệm  | Đảng phái                            |
| ----------------------------------------------------------- | -------------------------------------------------- | --- | -------------------- | -------------------- | ------------------------------------ |
| 1                                                           | Jānis Čakste (1859–1927)                           | | 17 tháng 12 năm 1918 | 14 tháng 11 năm 1922 | Đảng Dân chủ Trung tâm               |
| 1                                                           | Jānis Čakste (1859–1927)                           | 14 tháng 11 năm 1922                                                                                       | 14 tháng 3 năm 1927  |                      | Đảng Dân chủ Trung tâm               |
| —                                                           | Pauls Kalniņš (1872–1945) (Quyền Tổng thống)       | không khung                                                                                                | 14 tháng 3 năm 1927  | 8 tháng 4 năm 1927   | Đảng Dân chủ Xã hội Công nhân Latvia |
| 2                                                           | Gustavs Zemgals (1871–1939)                        | | 8 tháng 4 năm 1927   | 4 tháng 9 năm 1930   | Đảng Dân chủ Trung tâm               |
| 3                                                           | Alberts Kviesis (1881–1944)                        | | 4 tháng 9 năm 1930   | 15 tháng 5 năm 1934  | Liên hiệp Nông dân Latvia            |
| (3)                                                         | Alberts Kviesis (1881–1944)                        | 16 tháng 5 năm 1934                                                                                        | 10 tháng 4 năm 1936  | Độc lập              |                                      |
| 4                                                           | Kārlis Ulmanis (1877–1942)                         | | 11 tháng 4 năm 1936  | 21 tháng 7 năm 1940  | Độc lập                              |
| Chức vụ bỏ trống (21 tháng 7 năm 1940 – 8 tháng 7 năm 1993) |                                                    | |                      |                      |                                      |
| —                                                           | Anatolijs Gorbunovs (sinh 1942) (Quyền Tổng thống) | | 21 tháng 8 năm 1991  | 13 tháng 2 năm 1993  | Mặt trận Nhân dân Latvia             |
| (—)                                                         | Anatolijs Gorbunovs (sinh 1942) (Quyền Tổng thống) | 13 tháng 2 năm 1993                                                                                        | 8 tháng 7 năm 1993   | Đường Latvia         |                                      |
| 5                                                           | Guntis Ulmanis (sinh 1939)                         | | 8 tháng 7 năm 1993   | 8 tháng 7 năm 1999   | Liên hiệp Nông dân Latvia            |
| 6                                                           | Vaira Vīķe-Freiberga (sinh 1937)                   | | 8 tháng 7 năm 1999   | 8 tháng 7 năm 2007   | Độc lập                              |
| 7                                                           | Valdis Zatlers (sinh 1955)                         | | 8 tháng 7 năm 2007   | 8 tháng 7 năm 2011   | Độc lập                              |
| 8                                                           | Andris Bērziņš (sinh 1944)                         | | 8 tháng 7 năm 2011   | 8 tháng 7 năm 2015   | Liên hiệp Màu xanh và Nông dân       |
| 9                                                           | Raimonds Vējonis (sinh 1966)                       | | 8 tháng 7 năm 2015   | 8 tháng 7 năm 2019   | Đảng Màu xanh Latvia                 |
| 10                                                          | Egils Levits (sinh 1955)                           | Ministru prezidents Valdis Dombrovskis tiekas ar Eiropas Kopienu tiesas tiesnesi Egilu Levitu (7995453799) | 8 tháng 7 năm 2019   | 8 tháng 7 năm 2023   | Độc lập                              |
| 11                                                          | Edgars Rinkēvičs (sinh 1973)                       | | 8 tháng 7 năm 2023   | Đương nhiệm          | Đảng Đoàn kết                        |